# 橢圓偏振技術
橢圓偏振技術（ellipsometry）是一種多功能和強大的光學技術，可用以取得薄膜的介電性質（複數折射率或介電常數）。它已被應用在許多不同的領域，從基礎研究到工業應用，如半導體物理研究、微電子學和生物學。橢圓偏振是一個很敏感的薄膜性質測量技術，且具有非破壞性和非接觸之優點。
分析自樣品反射之偏振光的改變，橢圓偏振技術可得到膜厚比探測光本身波長更短的薄膜資訊，小至一個單原子層，甚至更小。橢圓儀可測得複數折射率或介電函數張量，可以此獲得基本的物理參數，並且這與各種樣品的性質，包括形態、晶體質量、化學成分或導電性，有所關聯。它常被用來鑑定單層或多層堆疊的薄膜厚度，可量測厚度由數埃（Angstrom）或數奈米到幾微米皆有極佳的準確性。
之所以命名為橢圓偏振，是因為一般大部分的偏振多是橢圓的。此技術已發展近百年，現在已有許多標準化的應用。然而，橢圓偏振技術對於在其他學科如生物學和醫學領域引起研究人員的興趣，並帶來新的挑戰。例如以此測量不穩定的液體表面和顯微成像。

## 基本原理
此技術係在測量光在入射樣品時，其反射光偏振性質與入射光偏振性質的改變。通常，橢圓偏振在反射模式下進行。偏振性質的改變主要是由樣品的性質，如厚度、複折射率或介電函數，來決定。雖然光學技術受制於先天繞射極限的限制，橢圓偏振卻可藉由相位資訊及光偏振之狀態的改變，來取得埃等級的解析度。在最簡單的形式，此技術可適用於厚度小於一奈米到數微米之薄膜。樣品必須是由少數幾個不連續而有明確介面、光學均勻且具等向性且非吸收光的膜層構成。逾越上述的假設，則會不符標準橢圓偏振之處理程序，因而將需要對此技術更進階的一些改變以符合其應用（見下詳述）。

## 實驗細節

### 實驗裝置

橢圓偏振實驗之裝置示意圖

光源所發射出之電磁輻射經過起偏器後，改變為線性偏振光，可選擇是否通過補償鏡片(Compensator，延相器或四分之一波片)，之後打在薄膜樣品上。電磁波被反射後同樣可選擇是否再通過補償鏡片，然後穿過第二片通常稱為分析鏡的偏光鏡，進入偵檢器。 有些橢圓儀不使用補償片，而在入射光束的路徑採用相位調變器。橢圓偏振是一種光學鏡面反射技術(入射角等於反射角)，入射光與反射光路徑在同一平面上(稱為入射平面)，而被偏振為與此平面平行及垂直的光，則分別稱之為「p」或「s」偏振光。

### 數據蒐集
（標準）橢圓偏振測量四個史托克參數中的兩個，通常以{\displaystyle \Psi } 及 {\displaystyle \Delta }來表示。入射至樣品的光之偏振狀態可被分解成「s」及「p」兩項（「s」成份為光之電場振盪垂直入射平面，「p」則平行）。「s」及「p」成份之振幅（強度）在反射及對其初始值做正規化之後，分別標示為 {\displaystyle r_{s}} 及 {\displaystyle r_{p}} 。橢圓偏振測量 {\displaystyle r_{s}} 與 {\displaystyle r_{p}} 之比例，此比例可以下述基本方程式來描述：
{\displaystyle \rho ={\frac {r_{p}}{r_{s}}}=\tan(\Psi )e^{i\Delta }}
其中，{\displaystyle \tan \Psi }為反射後之振幅比，{\displaystyle \Delta }為相位移（相差）。由於橢圓偏振係測量兩項之比值（或差異）而非其絕對數值，因此這技術所得的數據是相當正確且可再現的，其對散射及擾動等因素較不敏感，且不需要標準樣品或參考樣品。

### 數據分析
橢圓偏振為間接量測的技術，也就是說，一般測得的 {\displaystyle \Psi } 及 {\displaystyle \Delta } 並不能直接轉換為樣品的光學常數，通常需要建構模型來進行分析。只有對於無限厚（約釐米等級）、各向同性且均勻的膜，才可能直接轉換得到其 {\displaystyle \Psi } 與 {\displaystyle \Delta } 之數值。在所有其他的情形下，則必需建構其層狀模型，並考慮所有各層之各別的光學常數如(折射率 或 介電常數)及厚度，且依正確的層畳順序建立。再藉由多次最小方差法最適化，變動未知的光學常數及(或)厚度參數，以之代入菲涅耳方程計算求得其對應 {\displaystyle \Psi } 及 {\displaystyle \Delta } 數值。最後，所得最接近實驗數據之 {\displaystyle \Psi } 及 {\displaystyle \Delta } 數值，其參數來源的光學常數及(或)厚度可視為此量測之最適化結果。

## 定義

### 單波長 與 光譜 橢圓偏振技術
單波長橢圓偏振技術使用單色光光源，通常為可見光範圍之雷射光源，例如波長為632.8奈米之氦氖雷射。因此，也常稱之為雷射橢圓偏振技術。其優點在於雷射光可聚焦為相當小之光點，並且相較於非單色光之寬頻譜光源，雷射光能提供較高之強度，因而可利用於橢圓偏振成像。然而，實驗之結果也就限制於每次測量只能取得一組 {\displaystyle \Psi } 及 {\displaystyle \Delta } 之值。 光譜橢圓偏振(SE, Spectroscopic Ellipsometry)採用寬頻譜之光源，涵括了紅外光、可見光或紫外光之某一段光譜區域。藉此，複折射率或介電性質可在相關之光譜範圍取得，並依此得到相當多的基本物理性質。紅外光光譜長橢圓偏振技術(IRSE, Infrared spectroscopic ellipsometry)可探測晶格振動聲子及自由電荷載子(電漿子)等性質。而在近紅外光、可見光到紫外光之光譜範圍，則為用以研究透光或能隙下範圍及電子特性，如帶間躍遷或激子。

### 標準 與 廣義 橢圓偏振理論 (非等向性)
標準橢圓偏振理論(或簡稱橢圓偏振理論)所指的是沒有s偏振光被改變為p偏振光，反之亦然。此情形通常是針對光學等向性的樣品，例如非晶相材料或立方晶系結構之晶體材料。另外，若一單光軸的樣品，其光軸排列平行表面之法向量，亦可適用標準橢圓偏振理論。其他所有情形，當s偏振光會被改變為p偏振光且/或反之亦然的狀況，則需使用廣義橢圓偏振理論，例如任意排列之單光軸樣品或雙光軸樣品。

### 瓊斯矩陣 與 穆勒矩陣 型式 （退偏振化）
數學上可以用兩種不同的方式來描述電磁波與樣品間的作用，一為瓊斯矩陣，一為穆勒矩陣。在瓊斯矩陣表示法，電磁波在作用前與作用後以具有兩個複數值的瓊斯向量來描述，而其間的轉換則是以一具複數值的2乘2矩陣（即瓊斯矩陣）表現。在穆勒矩陣表示法，作用前、後的電磁波則以具四實數項的斯托克斯向量表示，作用之轉換描述矩陣則是4乘4共16實數項的穆勒矩陣。當沒有[偏振|退偏振化]]發生時，兩種型式完全相符，因此對於非退偏振化樣品，通常使用瓊斯矩陣的型式就足夠了。但若樣品會退偏振化，則為了取得這退偏振化的量，必需要使用穆勒矩陣型式。退偏振化的原因，舉例來說，可以是因為不夠一致的厚度，或是來自透明基材背面的反射所造成。

## 進階實驗方法

### 橢圓偏振成像
使用CCD攝影機作為偵檢器，可使橢圓偏振成為一成像技術。這個技術可提供樣品即時的對比影像，並獲得薄膜厚度及其反射率等資訊。其所用的理論為古典歸零式橢圓偏振原理，及即時的橢圓偏振對比影像，使用單一波長雷射光源的橢偏儀（橢圓偏振儀）。雷射光束在通過線性偏光鏡（P）及四分之一波長延相器（C）後，轉變為橢圓偏振光，打到樣品（S）後，反射光束通過分析鏡（A），由一長距物鏡聚焦，進入CCD成像。這種PCSA組態，P 與 C 的偏光角度被調整為能使橢圓偏振光自樣品反射後，完全的改變為線性偏振光。當A所選取之偏振角度方向與反射光之偏振軸向相垂直時，即符合橢圓偏振的歸零狀態，也就是說在此狀態下，CCD偵測到的光通量為絕對最小值。將測量到的數據依光學模型併以電腦化處理，則可得到簡化之具空間解析的膜厚及複數折射率數值。

### 原位橢圓偏振
原位(In situ)橢圓偏振指在樣品變化的過程對其進行動態的量測，這過程如薄膜的成長，樣品的蝕刻或清潔等。藉由原位技術，可使取得基本過程隨時間變化之光學特性參數，如成長或蝕刻速率。原位橢圓偏振的量測，需有許多額外的考量：光點要進入處理腔室並打到樣品，比起ex situ在腔室外的測量，更為不易。因此，其機械裝置可能得外加光學元件（鏡子、稜鏡或透鏡）以調整光束，將其重新導向或聚焦。由於過程中之環境可能會很嚴苛，橢圓偏振裝置中較外敏感之光學元件需注意自高熱區域中隔離。最簡單的情形可藉由光學窗口，透過採用張力誘導之雙折射（玻璃）窗來達成。此外，可提升樣品溫度，比較其高溫時之光學性質與常溫下之差異。僅管有許多的困難，原位橢圓偏振在於薄膜沈積及改質等製程控制，已漸變為相當重要的工具。此技術可用單一波長或光譜式的橢偏儀，光譜式原位橢偏儀若採用多通道之偵檢器，如CCD，則可同時量測其研究光譜範圍內所有波長之橢圓偏振參數。

### 橢圓偏振孔隙測定
橢圓偏振之孔隙測定術利用揮發性物質在不同壓力下對不同之孔洞有其不同的吸附及脫附之特性，測量材料之光學性質及厚度之改變，可得到其孔洞之性質。而橢圓偏振在此應用之特點為可量測相當薄（下至10奈米）之薄膜的孔隙率、再現性及測量速度快。相較於傳統之孔隙測定儀，橢圓偏振孔隙測定更合適於測量相當薄之薄膜的孔洞大小及孔徑分佈。而薄膜的孔隙度則為矽基（Silicon based）積體電路之low-k材料、有機工業（有機發光二極體之封裝）及塗佈工業之溶膠凝膠技術中相當重要的一環。

### 磁光廣義橢圓偏振
磁光廣義橢圓偏振（Magneto-optic generalized ellipsometry, MOGE）是一先進紅外光光譜橢圓偏振技術，用來測量在導體樣品中自由電荷載子之特性。藉由外在磁場，便有可能獨立地決定電子密度、光學之電子移動率參數及自由電荷載子之有效質量。在無磁場的狀態下，只可能取得其中兩項自由電荷載子參數。

## 優勢
相較於標準的反射強度測量方法，橢圓偏振有許多優點：
- 橢圓偏振量測在光譜中每個波長可取得至少兩個參數，如果採用廣義橢圓偏振，則可在各波長取得高達16個參數。
- 因其並非量測光之實際強度，而是量測光之強度比例，橢圓偏振較不受光源之不穩定性或是大氣環境吸收光之影響。
- 毋需測量參考物。

橢圓偏振技術在研究非等向性的樣品測量其反射性質，更具其優勢。